# العلاقات الليبية الموريتانية
العلاقات الليبية الموريتانية هي العلاقات الثنائية التي تجمع بين ليبيا وموريتانيا.

## مقارنة بين البلدين
هذه مقارنة عامة ومرجعية للدولتين:
| وجه المقارنة                                              | ليبيا                                       | موريتانيا                                    |
| --------------------------------------------------------- | ------------------------------------------- | -------------------------------------------- |
| المساحة (كم2)                                             | 1.76 مليون                                  | 1.03 مليون                                   |
| عدد السكان (نسمة)                                         | 6.37 مليون                                  | 4.42 مليون                                   |
| الكثافة السكانية (ن./كم²)                                 | 3.62                                        | 4.29                                         |
| العاصمة                                                   | طرابلس                                      | نواكشوط                                      |
| اللغة الرسمية                                             | اللغة العربية، اللغة العربية الفصحى الحديثة | اللغة العربية ، اللغة العربية الفصحى الحديثة |
| العملة                                                    | دينار ليبي                                  | أوقية موريتانية، أوقية ‏                      |
| الناتج المحلي الإجمالي (بليون دولار)                      | 50.98 مليار                                 | 5.02 مليار                                   |
| الناتج المحلي الإجمالي (تعادل القوة الشرائية) بليون دولار | 69.32 مليار                                 |                                              |
| الناتج المحلي الإجمالي الاسمي للفرد دولار أمريكي          |                                             |                                              |
| الناتج المحلي الإجمالي للفرد دولار أمريكي                 | 15.60 ألف                                   | 3.91 ألف                                     |
| مؤشر التنمية البشرية                                      | 0.724                                       | 0.506                                        |
| رمز المكالمات الدولي                                      | +218                                        | +222                                         |
| رمز الإنترنت                                              | .ly                                         | .mr                                          |
| المنطقة الزمنية                                           | ت ع م+02:00، توقيت شرق أوروبا               | 00                                           |

## منظمات دولية مشتركة
يشترك البلدان في عضوية مجموعة من المنظمات الدولية، منها:
| علم المنظمة | اسم المنظمة                                 | تاريخ انضمام ليبيا | تاريخ انضمام موريتانيا |
| ----------- | ------------------------------------------- | ------------------ | ---------------------- |
|             | البنك الإفريقي للتنمية                      | ?                  | ?                      |
|             | جامعة الدول العربية                         | 28 مارس 1953       | 26 نوفمبر 1973         |
|             | المصرف العربي للتنمية الاقتصادية في أفريقيا | ?                  | ?                      |
|             | مؤسسة التنمية الدولية                       | 1 أغسطس 1961       | 10 سبتمبر 1963         |
|             | اتحاد المغرب العربي                         | ?                  | ?                      |
|             | مؤسسة التمويل الدولية                       | 18 سبتمبر 1958     | 29 ديسمبر 1967         |
|             | الاتحاد البريدي العالمي                     | ?                  | ?                      |
|             | صندوق النقد العربي                          | ?                  | ?                      |
|             | البنك الدولي للإنشاء والتعمير               | 17 سبتمبر 1958     | 10 سبتمبر 1963         |
|             | منظمة التعاون الإسلامي                      | ?                  | ?                      |
|             | منظمة حظر الأسلحة الكيميائية                | ?                  | ?                      |
|             | الصندوق العربي للإنماء الاقتصادي والاجتماعي | ?                  | ?                      |
|             | الأمم المتحدة                               | 14 ديسمبر 1955     | 27 أكتوبر 1961         |
|             | الاتحاد الأفريقي                            | ?                  | 25 مايو 1963           |
|             | وكالة ضمان الاستثمار متعدد الأطراف          | 5 أبريل 1993       | 8 سبتمبر 1992          |
|             | منظمة الشرطة الجنائية الدولية               | ?                  | ?                      |
|             | يونسكو                                      | 27 يونيو 1953      | 10 يناير 1962          |
|             | الاتحاد الدولي للاتصالات                    | 3 فبراير 1953      | 18 أبريل 1962          |

## وصلات خارجية
- موقع وزارة الخارجية الليبية